# Remember the Time
Remember the Time è un brano del cantante statunitense Michael Jackson estratto come secondo singolo il 14 gennaio 1992 dall'album Dangerous, del 1991.
Fu uno dei singoli di maggior successo della carriera del cantante e anche di maggior successo tra quelli estratti dall'album Dangerous con vendite stimate in oltre 5 milioni di esemplari in tutto il mondo, 3 milioni dei quali nei soli Stati Uniti, venendo pertanto certificato con 3 dischi di platino dalla RIAA.
La canzone vinse un American Music Award come Favorite Soul Single (Singolo soul preferito) e un premio come Best R&B/Soul Male Single (Miglior singolo R&B/Soul maschile) ai Soul Train Music Award nel 1993. Sia Remember the Time che il suo predecessore Black or White ricevettero inoltre un BMI Urban Award nel 1993 per essere due delle canzoni più eseguite dell'anno.

## Descrizione
Remember the Time fu scritta da Michael Jackson, Teddy Riley e Bernard Belle. La canzone venne principalmente scritta e composta da Belle, che aveva lavorato in passato per la Motown, la vecchia etichetta discografica di Michael Jackson ai tempi dei Jackson 5, il che diede al pezzo un vago stile retrò, mentre Riley e Jackson la rifinirono dopo aver ascoltato la demo. Jackson, che era convinto che ogni canzone di successo si dovesse riconoscere già dalla semplice melodia, chiese a Riley di suonargliela al pianoforte e ne rimase entusiasta, decidendo fin da subito che sarebbe stato il secondo singolo estratto dall'album. Riley definì il pezzo come «puro R&B» mentre per la versione remix utilizzò un basso jazz e un beat hip-hop e sostituì l'organo con la sua voce modificata dal vocoder.

## Promozione

### Esibizioni dal vivo
Nonostante sia stata provata da Jackson e dai suoi ballerini per il Dangerous World Tour, come provano alcune immagini di una sessione di prove emerse in rete, la canzone non venne mai eseguita durante il tour e solo una volta in una speciale performance televisiva ai Soul Train Music Awards 1993, dove però Jackson dovette esibirsi seduto su di un trono improvvisato a causa di una distorsione ad una caviglia che il cantante e ballerino ebbe durante le prove dell'esibizione.

## Il video
Il video musicale della canzone, della durata di 9 minuti, venne diretto da John Singleton e coreografato da Fatima Robinson e vedeva la partecipazione dell'attore Eddie Murphy, della modella Iman e della stella dell'NBA Magic Johnson. Il video venne girato ad Hollywood nel backlot degli Universal Studios a Los Angeles nel sound stage n.12.

### Ambientazione

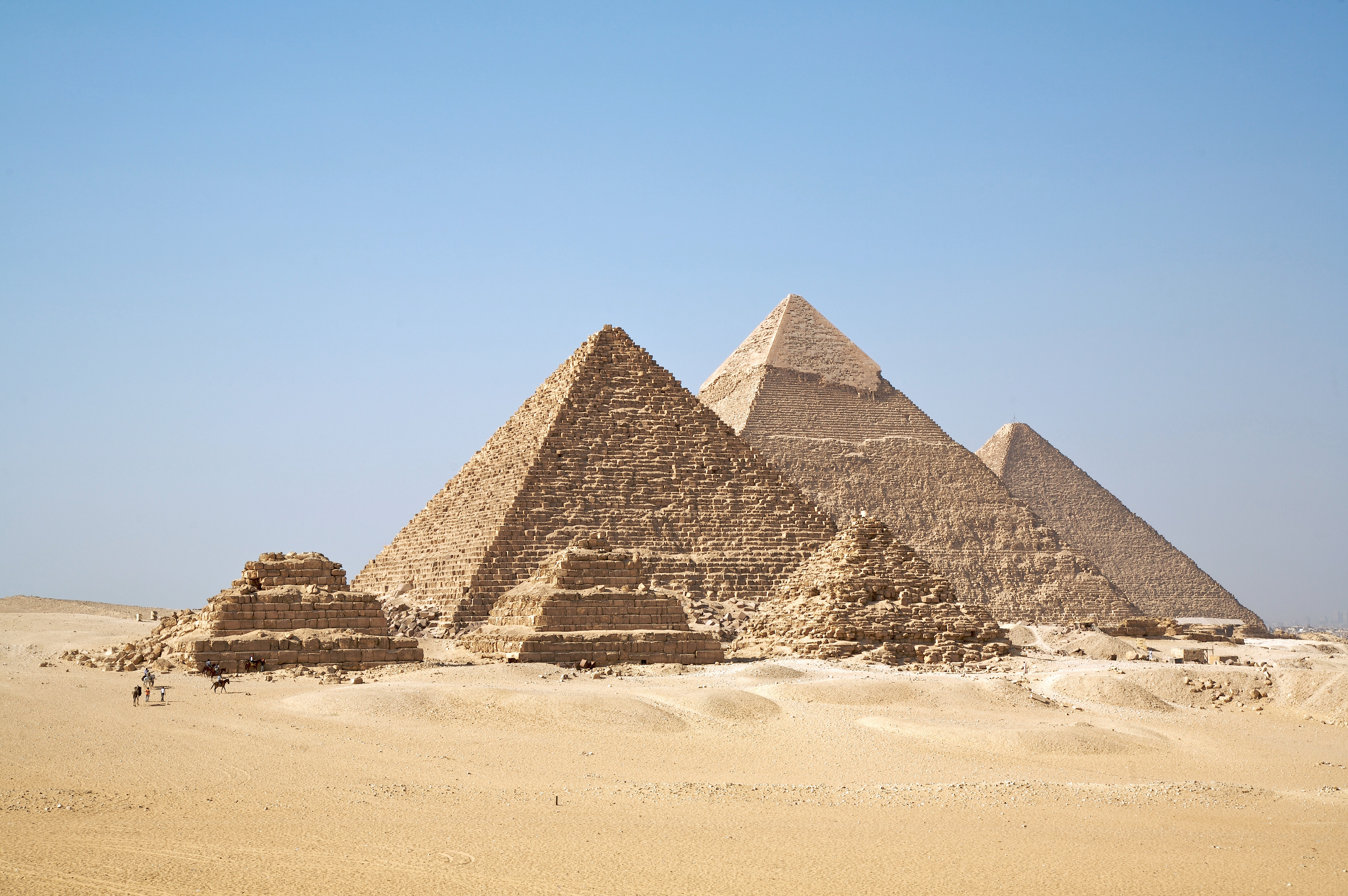
Le piramidi di Giza sono state aggiunte sullo sfondo in alcune scene del videoclip.

Il video è ambientato nell'antico Egitto, precisamente all'interno della lussuosa residenza del faraone, che ha come sfondo le piramidi egizie, con Murphy e Iman che interpretano rispettivamente il faraone Ramses II e la regina Nefertiti, mentre Magic Johnson interpreta un battitore di Gong.

### Trama
La storia inizia con la regina che si annoia e chiede al marito di farla divertire. Allo scopo di accontentarla vengono fatti entrare due artisti, precisamente un mangiatore di fuoco ed un giocoliere, ma vengono entrambi fatti giustiziare perché ritenuti poco divertenti dalla regina. All'improvviso entra un uomo incappucciato del quale non si riesce a scorgere il viso, che estrae da una bustina della polvere nera e la getta per terra. La polvere va a formare una specie di cerchio e i due faraoni iniziano ad insospettirsi. L'uomo misterioso si posiziona all'interno del cerchio e ne viene risucchiato, per poi ricomparire da una sorta di oro liquido e riprendere le sue sembianze, senza cappuccio, con indosso una giorgiera dorata e uno shendit sopra a dei pantaloni neri.
L'uomo è Michael Jackson che, una volta partita la musica, comincia a corteggiare la regina facendole ricordare che tra loro c'era stato un amore, come recitano le prime strofe della canzone. La cosa fa irritare il marito, che ordina alle guardie di catturarlo. Jackson fugge dalle guardie e, mentre esse sono distratte, bacia la faraona (uno dei rari baci di Michael Jackson in un video; un altro si può trovare nel video di You Rock My World del 2001). Alla fine il faraone e le guardie riescono a raggiungere l'uomo, circondandolo senza dargli via di scampo, ma quando sembra lo abbiano preso Jackson scompare dissolvendosi in un turbine di sabbia e lasciando tutti di stucco.

### Successo e accoglienza
Il video ebbe un grande successo e fu considerato innovativo per l'epoca. Furono utilizzati molti effetti speciali e una elaborata coreografia ed è diventato in breve tempo uno dei video più famosi di Jackson. Attualmente ha superato il mezzo miliardo di visualizzazioni su YouTube, dove ha ottenuto la certificazione VEVO. I critici ne hanno elogiato le immagini e la narrazione; Entertainment Weekly nel 1995 lo ha definito una «splendida stravaganza ambientata nell'antico Egitto» mentre nel 2014, Rolling Stone ha posizionato il video di Remember the Time alla N. 18 in una lista dei migliori video/cortometraggi di Michael Jackson.

### Pubblicazione
Il video venne pubblicato per la prima volta nel 1993 in VHS nella raccolta di videoclip estratti dall'album Dangerous intitolata Dangerous: The Short Films, in seguito uscita anche in DVD, accompagnato da un making of. Fu ancora ripubblicato nelle raccolte Video Greatest Hits - HIStory del 1995 (in VHS e DVD), Visionary: The Video Singles del 2006 (in DualDisc) e in versione rimasterizzata nel box set Michael Jackson's Vision del 2010 (in DVD).

## Tracce

### Edizione originale (1992)
Versione vinile 7"
1. Remember the Time (Album Version) – 4:00
2. Come Together (Extended Version) – 5:27

Versione CD Regno Unito
1. Remember the Time (Album Version) – 4:00
2. Remember the Time (Silky Soul 7") – 4:18
3. Remember the Time (New Jack Main Mix) – 6:50
4. Come Together (Extended Version) – 5:27

Versione CD Stati Uniti
1. Remember the Time (Album Version) – 4:00
2. Remember the Time (Silky Soul 7") – 4:18
3. Remember the Time (New Jack Main Mix) – 6:50
4. Remember the Time (12" Main Mix) – 4:37
5. Remember the Time (New Jack Mix) – 6:40
6. Remember the Time (Silky Soul 12" Mix) – 7:03
7. Remember the Time (Silky Soul Dub) – 6:23
8. Remember the Time (E-Smoove's Late Nite Mix) – 7:14
9. Come Together (Extended Version) – 5:27

The Remixes - CD Stati Uniti
1. Remember the Time (Silky Soul 7") – 4:18
2. Remember the Time (New Jack Radio Mix) – 4:00
3. Remember the Time (12" Main Mix) – 4:37
4. Remember the Time (E-Smoove's Late Nite Mix) – 7:14
5. Remember the Time (Maurice's Underground) – 7:29
6. Black or White (The Clivillés & Cole Radio Mix) – 3:33
7. Black or White (The Clivillés & Cole House with Guitar Radio Mix) – 3:53
8. Black or White (The Clivillés & Cole House/Club Mix) – 7:33
9. Black or White (The Underground Club Mix) – 7:30

Singolo The Visionary (2006)
1. Remember the Time (7" Main Edit) – 3:55
2. Remember the Time (New Jack Jazz Mix) – 5:05
3. Remember the Time (Videoclip) – 9:12

Versioni ufficiali
1. Remember the Time (Album Version) – 4:00
2. Remember the Time (Silky Soul 7") – 4:18
3. Remember the Time (New Jack Main Mix) – 6:50
4. Remember the Time (12" Main Mix) – 4:37
5. Remember the Time (New Jack Mix) – 6:40
6. Remember the Time (Silky Soul 12" Mix) – 7:03
7. Remember the Time (Silky Soul Dub) – 6:23
8. Remember the Time (E-Smoove's Late Nite Mix) – 7:14
9. Remember the Time (New Jack Jazz Mix) (pubblicata nel 1992 come lato B del singolo In the Closet) – 5:05
10. Remember the Time (7" Main Edit) (pubblicata nel 2006 al posto della traccia originale nella raccolta Visionary - The Video Singles) – 3:55
11. Remember the Time (Videoclip) (versione DVD Dangerous - The Short Films, Video Greatest Hits - HIStory e Michael Jackson's Vision) – 5:05

Nota: il lato B del singolo originale è Come Together dei Beatles reinterpretata da Michael Jackson nel 1988 dopo la pubblicazione dell'album Bad e inclusa nella colonna sonora del suo film Moonwalker, girato nello stesso anno. Al di fuori del film la canzone rimase inedita fino alla pubblicazione di questo singolo. Tre anni più tardi fu inclusa nell'album HIStory: Past, Present and Future - Book 1 in versione più breve (4:01). La versione nel singolo Remember the Time è invece 5:27 ed è la stessa utilizzata in Moonwalker.

## Successo commerciale
Il singolo ebbe un ottimo successo piazzandosi primo nella classifica Hot R&B/Hip-Hop Songs di Billboard e terzo nella Billboard Hot 100 statunitense, terzo nella classifica inglese, primo nella classifica neozelandese, secondo in quella canadese e belga e ottavo in quella italiana; negli Stati Uniti venne premiato con il disco d'oro e, nel 2018, con il disco di platino dalla RIAA per le vendite di oltre un milione di copie nel paese. Mentre nel 2022, è stato certificato con 3 dischi di platino per vendite quantificate in oltre 3 milioni nei soli Stati Uniti.

## Classifiche

### Classifiche settimanali
| Classifica (1992)              | Posizione massima |
| ------------------------------ | ----------------- |
| Australia                      | 6                 |
| Austria                        | 16                |
| Belgio (Fiandre)               | 2                 |
| Canada                         | 2                 |
| Danimarca                      | 4                 |
| Europa                         | 3                 |
| Finlandia                      | 7                 |
| Francia                        | 5                 |
| Germania                       | 8                 |
| Grecia                         | 5                 |
| Irlanda                        | 3                 |
| Italia                         | 8                 |
| Norvegia                       | 10                |
| Nuova Zelanda                  | 1                 |
| Paesi Bassi                    | 4                 |
| Portogallo                     | 10                |
| Regno Unito                    | 3                 |
| Spagna                         | 3                 |
| Stati Uniti                    | 3                 |
| Stati Uniti (dance club)       | 2                 |
| Stati Uniti (dance/electronic) | 1                 |
| Stati Uniti (R&B)              | 1                 |
| Svezia                         | 8                 |
| Svizzera                       | 4                 |
| Classifica (2006)              | Posizione massima |
| Francia                        | 63                |
| Irlanda                        | 26                |
| Paesi Bassi                    | 44                |
| Regno Unito                    | 22                |
| Spagna                         | 2                 |
| Classifica (2009)              | Posizione massima |
| Australia                      | 40                |
| Germania                       | 67                |
| Italia                         | 37                |
| Paesi Bassi                    | 68                |
| Regno Unito                    | 81                |
| Stati Uniti (digital)          | 35                |
| Svizzera                       | 58                |

### Classifiche di fine anno
| Classifica (1992) | Posizione |
| ----------------- | --------- |
| Belgio (Fiandre)  | 36        |
| Germania          | 62        |
| Italia            | 51        |
| Nuova Zelanda     | 30        |
| Paesi Bassi       | 27        |
| Stati Uniti       | 19        |
| Svizzera          | 31        |